# Rytidosperma craigii
Rytidosperma craigii är en gräsart som först beskrevs av Jan Frederik Veldkamp, och fick sitt nu gällande namn av Hans Peter Linder. Rytidosperma craigii ingår i släktet kängurugräs (släktet), och familjen gräs. Inga underarter finns listade i Catalogue of Life.